# Von Willebrandova bolest
Von Willebrandova bolest (vWB) je najčešći nasljedni poremećaj zgrušavanja krvi (koagulacije) u čovjeka, do kojega dolazi zbog kvantitativnog ili kvalitativnog nedostatka Von Willebrandova faktora (vWF). VWF je mulitmerični protein koje je nužan za adheziju trombocita. Postoje četiri tipa nasljedne vWB, a bolest može biti i stečena. Bolest je dobila naziv po finskom liječniku Erik Adolf von Willebrandu.

## Simptomi i znakovi
VWB se najčešće manifestira povećanom sklonošću krvarenju (hemoragijska dijateza), npr. čestim krvarenjem iz nosa (epistaksa), krvarenje iz desni, sklonosti modricama, kod žena obilnim menstrualnim krvarenjem (menoragija), dok se teži oblici pojačane sklonosti krvarenju, unutarnje krvarenje ili krvarenje u zglobove (hemartros) javljaju rjeđe.
|  | Molimo pročitajte upozorenje o korištenju medicinskih informacija. Ne provodite liječenje bez savjetovanja s liječnikom! |